# Muuraissaari (ö i Norra Savolax, Varkaus, lat 62,23, long 28,11)
Muuraissaari är en ö i Finland. Den ligger i sjön Haukivesi och i kommunen Varkaus i den ekonomiska regionen  Varkaus ekonomiska region  och landskapet Norra Savolax, i den sydöstra delen av landet, 280 km nordost om huvudstaden Helsingfors. Öns area är 5,4 hektar och dess största längd är 0,7 kilometer i öst-västlig riktning.